# ريتشارد بيكر (مصمم ألعاب)
ريتشارد بيكر (بالإنجليزية: Richard Baker)‏ (1 أكتوبر 1966، فلوريدا في الولايات المتحدة)؛ مُصمِّم ألعاب، كاتب وروائي أمريكي.